# Revue des études grecques
La Revue des études grecques (abrégée en REG) est une revue savante française créée en 1888 et consacrée à l'étude de la Grèce antique. Elle est publiée à Paris par l'Association pour l'encouragement des études grecques en France (AEEGF), et sa diffusion est assurée par Les Belles Lettres. La REG est actuellement semestrielle.

## Histoire
La Revue des études grecques a été créée en 1888 par l'Association pour l'encouragement des études grecques en France, qui existait depuis 1867 et publiait auparavant des Actes à un rythme annuel. Son premier directeur est Théodore Reinach. Le premier numéro de la REG paru est celui de janvier-mars 1888 ; la revue est alors publiée chez Leroux, à Paris. Ses directeurs actuels sont, depuis 1999, Jacques Jouanna et Olivier Picard.

## Principe
La Revue des études grecques est gérée par des enseignants-chercheurs bénévoles de l'AEEGF. Ses publications sont généralement en français, plus rarement en langues étrangères. Elle publie à la fois des articles universitaires et des comptes rendus de lectures d'ouvrages, mais aussi les Actes de l'AEEGF, ainsi que des bulletins thématiques consacrés à divers domaines, comme le Bulletin épigraphique.
Le site Internet de la REG était hébergé, en avril 2011, par l'université Bordeaux III. Un site Internet distinct fournit une base de données permettant d'effectuer des recherches par auteur et titre dans les articles de la revue, les communications présentées à l'association, ainsi que les ouvrages couronnés par l'association.